# Atentado suicida con bomba en Lakki Marwat de 2010
El atentado suicida con bomba de 2010 en Lakki Marwat ocurrió el 1 de enero de 2010, en la aldea de Shah Hassan Khel, distrito de Lakki Marwat, en la provincia de Khyber-Pakhtunkhwa de Pakistán .  Al menos 105 personas murieron y más de 100 resultaron heridas, muchas de ellas de gravedad, cuando el atacante suicida hizo estallar su vehículo utilitario deportivo lleno de explosivos en medio de una multitud que se había reunido para ver un partido de voleibol. 

## Ataque
Se pensó que los aldeanos fueron atacados porque habían formado una milicia pro gubernamental contra los talibanes. En semanas anteriores, los militantes amenazaron de muerte a cualquiera que se uniera a la milicia.  El atacante condujo su camioneta Mitsubishi Pajero hacia el centro del patio de recreo, en un barrio muy concurrido,  mientras se desarrollaba un partido entre equipos masculinos locales  y la detonó.  Había hasta 400 personas presentes.  Los cuerpos de los jugadores fueron arrojados al aire por la explosión.  Se estimó que más de 600 libras (272,2 kg)Se utilizaron  de explosivos.  Casi 300 personas estaban viendo el partido cuando ocurrió la explosión.  Entre los muertos había seis niños y cinco soldados paramilitares.  Las víctimas mortales restantes eran en su mayoría adolescentes espectadores.  Los testigos dijeron que las llamas saltaron hacia el cielo y hubo una luz brillante antes de que se escuchara la explosión. 
Los aldeanos habían formado un "comité de paz" que estaba reunido en una mezquita cuando se produjo la explosión. El techo de la mezquita se derrumbó, pero ninguno de los asistentes a la reunión resultó gravemente herido.  Más de veinte casas de los alrededores fueron destruidas.  La gente quedó atrapada en los edificios derrumbados.   En la oscuridad se utilizaron los faros de los vehículos para buscar víctimas.  La explosión se sintió a 11 millas (18 kilómetros) de distancia. 
Al día siguiente de la explosión, ningún grupo había reivindicado la responsabilidad del atentado. Según los analistas, esto suele suceder después de que un ataque haya matado a muchos civiles.  El analista de seguridad paquistaní, el teniente general retirado Talat Masood, afirmó que lo más probable es que el ataque haya sido llevado a cabo en represalia por los talibanes. Dijo: "Definitivamente, estos son elementos militantes de Waziristán del Norte y talibanes que están muy enojados porque los militares habían tenido una operación exitosa en Lakki Marwat y pudieron limpiar el lugar". 

## Reacciones
Los ancianos de la aldea declararon después del ataque que seguirían oponiéndose a los talibanes. El jefe del consejo tribal declaró: "Estos ataques sólo fortalecerán nuestra determinación. Como somos pastunes, la venganza es la única respuesta a los horribles asesinatos". 
Altaf Hussain, jefe del Movimiento Muttahida Qaumi, condenó la explosión y la calificó de intento de empeorar aún más la situación de Pakistán.  El gobierno de Khyber-Pakhtunkhwa ha anunciado una indemnización de 300.000 rupias (3.500 dólares estadounidenses, 2.500 euros) para la familia de cada fallecido y de 100.000 rupias (1.200 dólares estadounidenses, 800 euros) para cada uno de los heridos. 

### Reacciones internacionales
- Estados Unidos: la secretaria de Estado Hillary Clinton emitió un comunicado: "Estados Unidos condena enérgicamente el ataque terrorista de hoy contra civiles en Pakistán, y ofrecemos nuestras condolencias a las familias de las víctimas y a todo el pueblo de Pakistán. El pueblo paquistaní ha visto a los terroristas atacar escuelas, mercados, mezquitas y ahora un juego de voleibol. Estados Unidos continuará apoyando al pueblo de Pakistón en sus esfuerzos por trazar su propio futuro libre de miedo e intimidación, y apoyará sus esfuerzos para combatir el Extremismo violento y reforzar la democracia". [18] [19]
- Unión Europea: la Alta Representante de la Unión para Asuntos Exteriores y Política de Seguridad, Catherine Ashton, condenó el ataque en un comunicado: "Estoy sorprendida por la noticia del brutal ataque con bomba en un evento deportivo en Lakki Marwat que mató y hirió a un gran número de civiles inocentes. [...] En este momento difícil, la UE reafirma su apoyo al gobierno y a la población de Pakistán".[20]
- Rusia: Dmitry Medvedev, Presidente de Rusia expresó sus condolencias: "Me sorprendió saber de un nuevo crimen cometido por extremistas - un acto terrorista sangriento durante un juego de voleibol en la ciudad de Lakki Marwat. Pakistán puede confiar en el apoyo de Rusia y de toda la comunidad internacional en esta lucha. No tenemos dudas de que los organizadores de tales crímenes inhumanos seguramente serán encontrados y severamente castigados".[21]
- : Reino Unido: el Ministerio de Relaciones Exteriores condenó "este horrible ataque que ha llevado a la pérdida innecesaria de tantas vidas"
- México: El Ministerio de Asuntos Exteriores expresó su condena firme por el ataque y la solidaridad de México con las autoridades del país.[22]
- Canadá: el ministro canadiense de Relaciones Exteriores Lawrence Cannon declaró "Canadá condena enérgicamente este ataque cobarde contra el pueblo de Pakistán. Extiendemos nuestras más profundas simpatías a las familias y amigos de los muertos y deseamos una pronta recuperación a los heridos".